# Bayonet Neill-Concelman

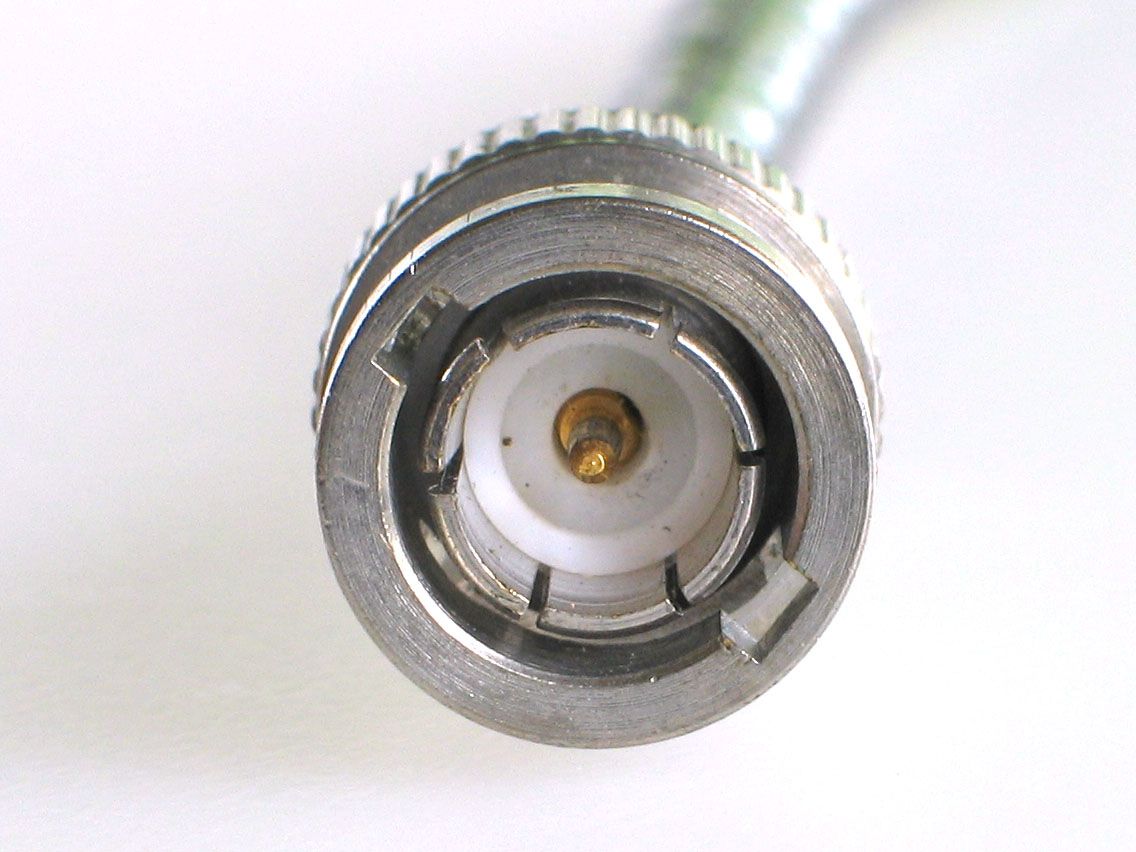
En BNC-hankontakt i 75-ohm-utförande

BNC (Bayonet Neill-Concelman) är en slags kontakt som används på koaxialkablar. Kontakten har den fördelen att den säkras genom ett bajonettlås. Bajonettlåset fungerar så att en ring på hankontakten griper tag om två motstående piggar på honkontakten när ringen vrids ett kvarts varv. 
Detta kontaktdon tillverkas dels i 50 ohm-utförande (passar i grundutförande till koaxialkabel typ RG58) och för 75 ohm (passar i grundutförande till koaxialkabel typ RG59).
En 50 ohm-hane passar mekaniskt ihop med en 75 hona, och vice versa, men de elektriska egenskaperna blir dåliga vid högre frekvenser. Vid måttligt hög frekvens dock i många fall acceptabelt.
Man kan lätt med ögat avgöra om utförandet är 50 ohm eller 75 ohm. Se vidstående bild, som visar 75 ohm-utförandet. Det framgår tydligt att mittstiftet breddas, när det inträder i det vita isolationsområdet (vanligtvis teflon). I 50 ohm-utförandet har mittstiftet samma diameter hela vägen (ingen skuldra).
Kontaktdonen tillverkas i olika utföranden för anslutning till koaxialkabeln med lödning eller kontaktpressning. Vid lödning krävs stor skicklighet för att inte del elektriska egenskaperna ska försämras. Särskilt honkontakten är besvärlig p.g.a. att mittstifte är tillverkat av fjädrande berylliumbrons där hartsflusset i vanligt lödtenn är otillräckligt. Det finns andra flussmedel, som fungerar bättre, men de är svårfunna i handeln och behäftade med miljöproblem vid hanteringen. Pressningsmetoden däremot är snabb och ger inga miljöproblem, men kräver ett mycket speciellt och dyrt pressverktyg. Detta slits och måste kontrolleras efter längre tids användning för säkerställande att presstrycket blir tillräckligt. När förslitningen blivit oacceptabelt stor, måste pressbackarna bytas och tillräckligt tryck efter reparationen verifieras. Vid otillräckligt tryck kan kabeln vid användningen lossna från kontaktdonet, och de elektriska egenskaperna ligger inte på topp.
Vanliga användningsområden är för laboratorieinstrument, nätverkskommunikation, videosignaler, antennsignaler samt för amatörradio.